# Ödsmål
Ödsmål est une localité de Suède située dans la commune de Stenungsund du comté de Västra Götaland. Elle couvre une superficie de 0,85 km2. En 2010, elle compte 608 habitants.